# Commendatori
"Commendatori" es el decimoséptimo episodio de la serie de HBO Los Soprano y el cuarto de la segunda temporada. Fue escrito por David Chase, dirigido por Tim Van Patten y estrenado en Estados Unidos el 6 de febrero de 2000.
El título del episodio es la forma plural de la palabra italiana "commendatore", que es un título honorífico en la sociedad italiana. Tony y sus compañeros lo escuchan cuando son presentados por Furio Giunta y Paulie lo repite a todo el mundo durante el episodio.

## Protagonistas
- James Gandolfini como Tony Soprano.
- Lorraine Bracco como Dr. Jennifer Melfi *
- Edie Falco como Carmela Soprano.
- Michael Imperioli como Christopher Moltisanti.
- Dominic Chianese como Corrado Soprano, Jr.
- Vincent Pastore como Pussy Bonpensiero.
- Steven Van Zandt como Silvio Dante.
- Tony Sirico como Paulie Gualtieri.
- Robert Iler como Anthony Soprano, Jr. *
- Jamie-Lynn Sigler como Meadow Soprano.
- Drea de Matteo como Adriana La Cerva. *
- David Proval como Richie Aprile. *
- Aida Turturro como Janice Soprano.
- y Nancy Marchand como Livia Soprano. *

* = sólo aparecen en los créditos

### Estrellas invitadas
| - Sofia Milos como Annalisa Zucca. - Louis Lombardi, Jr. como Agente Skip Lipari. - Federico Castelluccio como Furio. - Vittorio Duse como Zi Vittorio. - Toni Kalem como Angie Bonpensiero. - Mike Memphis como Jimmy Bones. - Steven R. Schirripa como "Bacala" Baccalieri. - Sharon Angela como Rosalie Aprile. - Jay Lynch como Socio. - Emme Shaw como Enfermera. - Maureen Van Zandt como Gabriella Dante. - Ciro Maggio como Raffaelle. - Danton Stone como Sr. Sontag - Melissa Weil como Sra. Sontag | - Jason Fuchs como Jr. Sontag - Jessica Peters como Sis Sontag. - Gano Grills como Antonio. - Anthony Alessandro como Camarero. - Frank Caero como Anfitrión. - Pina Cutolo como Madre. - Raffaele Giulivo como Camillo. - Antonio Lubrano como Nino. - Rocco Malozzi como el asistente de Don Vittorio. - Guido Palliggiano como Pino. - Alida Tarallo como Prostituta. - Alex Toma como Chico. - Giuseppe Zeno como Tanno. - Ricardo Zinna como Mánager del hotel. |

## Resumen del episodio
Tony Soprano anuncia a sus compañeros que va a viajar a Nápoles junto a Paulie Walnuts y Christopher Moltisanti para vender una serie de vehículos de alta gama a una familia de la Camorra. Mientras, en Nueva Jersey, Rosalie Aprile, Angie Bonpensiero y Carmela Soprano discuten en una comida la crisis matrimonial de Angie, que se quiere divorciar de Pussy. Éste, por su parte, está cada vez más preocupado por la presión que le supone colaborar con el gobierno y, en una reunión en una tienda de juguetes con el agente del FBI Skip Lipari, se encuentra con Jimmy Bones, un imitador de Elvis, que le presenta al agente como un viejo amigo y trata de esquivar a Bones, que les ha torpedeado la reunión.
Tony, Christopher y Paulie llegan a Nápoles, donde son recibidos por Furio Giunta. Esa noche, Tony y Paulie acuden a una importante cena para negociar con Don Vittorio, pero son recibidos por Nino, un hombre con el que no contaban y con el que deben negociar. Poco después aparece Don Vittorio y su hija, Annalisa Zucca, que resulta ser la jefa de la familia mientras su marido, Mauro Zucca, se encuentra en prisión. Tony no comprende cómo la familia puede confiar los negocios a una mujer, pero accede a negociar con ella.
Por otra parte, en Estados Unidos, Pussy no deja de preocuparse por su situación y mata a Jimmy Bones en su casa, ya que sospechaba que pudiera saber algo de él. En Nápoles, Tony consigue cerrar el negocio de los coches con Annalisa por 75.000 dólares cada uno y llevarse consigo a Furio, el mejor hombre de Annalisa, a Nueva Jersey.

## Primeras apariciones
- Furio Giunta: el hombre de confianza de Don Vittorio y Annalisa Zucca, jefes de una familia Camorrana de Nápoles. Furio es incluido por Tony en el negocio de los coches que consigue cerrar con Annalisa.
- Annalisa Zucca: jefa de una familia mafiosa de Nápoles.
- Angie Bonpensiero: la esposa de Pussy.
- Gabriella Dante: la esposa de Silvio.

## Producción
La escena de la parte final del episodio, en la que Tony y Annalisa están paseando por unas ruinas mientras cierra el negocio, fue rodada en las ruinas de Cumas, en la Campania italiana.

## Música
- La canción "Con te partirò" de Andrea Bocelli se escucha en tres ocasiones durante el episodio.
- La canción que aparece en los créditos es "Piove" de Jovanotti.
- Cuando Tony se dirige hacia la casa de Annalisa se escucha la canción napolitana "Core 'ngrato" (sin vocales).
- "Marco Polo" de Jovanotti aparece brevemente cuando Christopher está drogado en la habitación del hotel por primera vez.
- La canción "Certamente" del grupo de rock italiano Madreblu aparece la segunda vez que Christopher está drogado en el hotel.